# 난정서
난정집서(중국어 간체자: 兰亭集序, 정체자: 蘭亭集序, 병음: Lántíngjí Xù, 직역: 난정시 서문) 또는 난정서는 동진(317–420)의 저명한 서예가 왕희지(303–361)가 썼다고 일반적으로 알려진 중국 서예 작품이다.
영화제 9년(서기 353년), 당시 왕희지가 태수로 있던 회계군(오늘날 사오싱시, 저장성) 난정에서 봄 정화 의식이 열렸다. 이 행사 동안 42명의 문인들이 흐르는 시냇물 옆에 모여 유상곡수 연회를 열었다. 술잔을 물에 띄워 내려보내고, 술잔이 손님 앞에 멈출 때마다 시를 짓거나 아니면 술을 마셔야 했다. 그날 하루 동안 26명의 문인들이 총 37편의 시를 지었고, 왕희지는 그 자리에서 난정집서를 서문으로 삼아 완성했다. 원본 서문은 오래전에 소실되었지만, 먹으로 종이에 필사한 여러 복사본이나 석각본이 오늘날까지 남아 있다.

## 형식과 내용
난정집서는 족제비 수염 붓으로 고치 종이에 행서(또는 반초서)체로 쓰였다. 28행에 324자로 구성되어 있다. 난정집서의 글씨체는 중국 서예사에서 행서체의 정점으로 자주 칭송되었다. 즉흥적인 작품임에도 불구하고 왕희지의 뛰어난 서예 실력을 보여주며, 우아하고 유려한 필치는 서문 전체에 걸쳐 일관된 정신을 담고 있다. '지(之)'라는 글자는 20번 등장하지만 한 번도 같은 방식으로 쓰이지 않았다.
이 원고의 미학적 형식뿐만 아니라 서문에 담긴 삶과 죽음에 대한 초월적인 감정 또한 시대를 초월한 고전으로 높이 평가된다. 서문은 즐거운 주변 환경과 기쁜 의식에 대한 유쾌한 묘사로 시작하지만, 광대한 우주가 가져다주는 덧없는 즐거움이 곧 회상으로 변할 것이라는 멜랑콜리한 감정을 드러낸다. 왕희지는 세상과 환경이 달라질지라도 조상들과 미래 세대들도 같은 감정을 공유할 것이라고 생각했다. 왕희지를 연구하는 학자들은 서문에 표현된 그의 사상을 유교, 불교, 도교의 융합으로 본다.

## 난정집서의 원본과 복사본

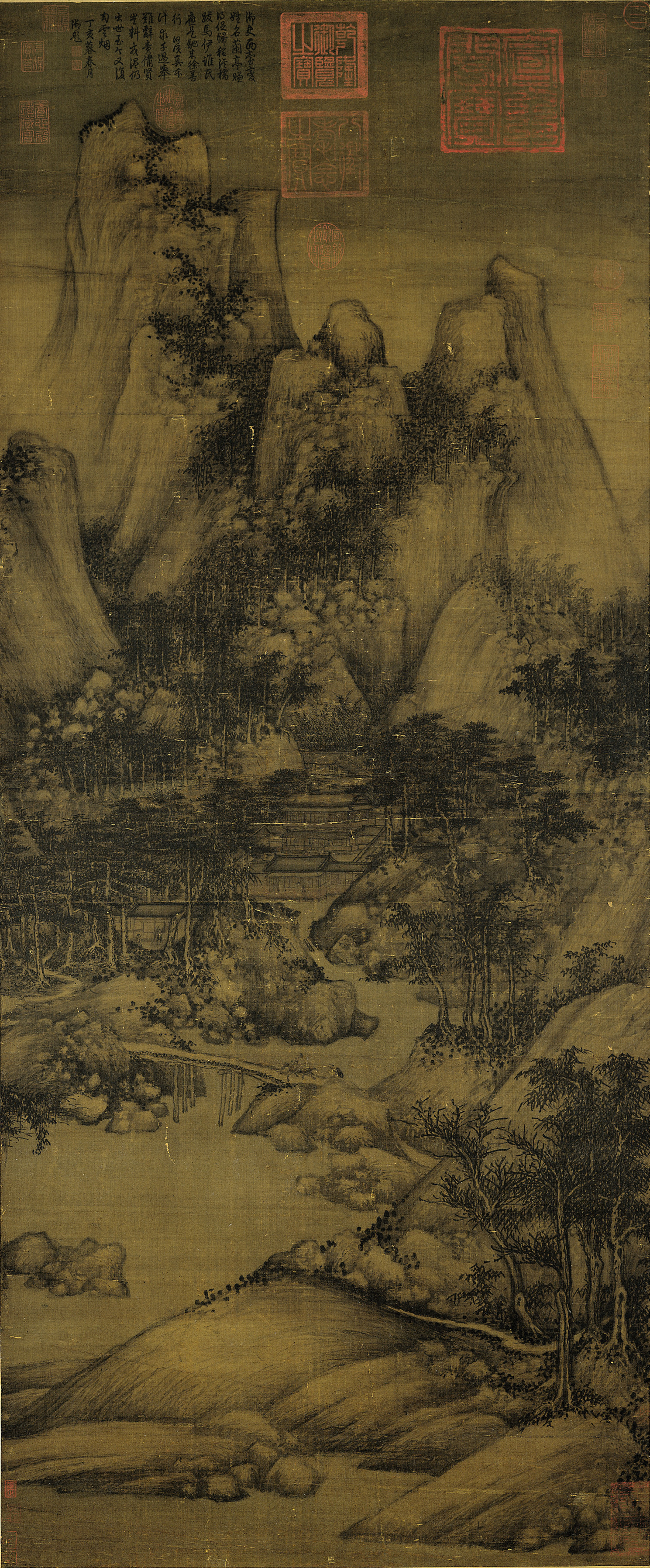
그림 1. 거연, 소의가 속임수로 난정서첩을 얻다, 10세기, 비단에 먹과 채색, 144.1 × 59.6 cm.

난정집서의 원본은 왕희지가 술에 취한 상태에서 완성했다고 전해진다. 왕희지는 서문을 다시 쓰려고 했지만 처음과 같은 숭고한 아름다움을 다시 만들어내지는 못했다. 당나라(618–907)의 두 번째 황제인 태종(598?–649)은 왕희지의 서예를 흠모하여 약 2천 점의 왕희지 작품을 소장하고 있었다. 난정집서 원본을 추적하는 그의 이야기는 널리 알려진 일화가 되었다. 태종의 고위 관료인 소의는 왕희지의 7대손인 승려 지용에게서 난정집서를 물려받은 승려 변재로부터 원본을 입수하는 임무를 맡았다. 소의는 승려의 신임을 얻어 원본을 성공적으로 빼돌렸다(그림 1). 기뻐한 태종은 곧 여러 궁정 관리와 서예가들에게 난정집서를 필사하도록 요청했으며, 태종이 사망하자 원본은 산시성에 있는 그의 능묘에 함께 매장되었다고 전해진다.
오늘날 남아 있는 서문의 사본 중, 당나라 시대의 풍승소(617–672), 구양순(557–641), 우세남(558–638), 저수량(596–659)에게 귀속된 몇몇 뛰어난 모방작들이 있다. 풍승소의 버전은 신룡본(神龍本)이라고도 불리며(그림 2), 원본과 가장 흡사한 것으로 여겨진다. 풍승소는 왕실 필사가로서 상탁(響拓)이라는 서예 모사 기술에 능통했다. 이 방법은 필사자가 어두운 방에서 작품을 창문에 대고 햇빛이 종이를 통과하여 글자의 모든 세부 사항을 드러내도록 한 후, 다른 빈 종이를 원본에 붙여 각 필획의 윤곽을 세심하게 따라 그린 다음 먹을 채워 넣는 방식이다. 신룡본은 현재 베이징 고궁 박물관에 소장되어 있다.

## 난정집서의 진위 여부
왕희지 본인의 손으로 쓰여진 원본이 현재까지 단 한 점도 남아있지 않다는 점에서, 난정집서의 진위 여부는 특히 청나라(1644–1912) 이후로 논란의 대상이 되어왔다. 1960년대에는 더 많은 서예 탁본과 고문서의 발견과 함께 난정집서의 진위 논쟁이 심화되었다. 난정집서의 현존하는 필사본의 진위 여부에 대한 논쟁의 대부분은 중국 서체의 역사적 발전에 기반하며, 왕희지가 동진 시대보다 몇 세기 뒤의 행서체와 훨씬 더 전형적인 서체로 글을 쓸 수 있었는지 여부에 달려 있다. 진위 여부에 대한 질문에 대한 몇몇 답변은 다양한 서체로 새겨진 돌에서 얻은 중국 탁본을 조사하는 방법을 통해 접근된다. 일반적으로 석각본은 종이본보다 훨씬 오래 지속되므로 중국 서체 양식에 대한 일반적인 이해, 특히 이 과정의 일부로서 난정집서의 역할이나 진위 여부에 기여할 수 있다.

### 진위성 문제
난정집서 원본이 소실되면서, 현존하는 필사본이 진정한 복사본인지 아니면 단순한 재구성에 기반한 것인지에 대한 의문이 제기되었다. 위조론을 주장하는 이들 중 주요 인물인 중국과학원의 초대 원장 궈모뤄(1892–1978)는 행서체가 한나라부터 진나라 시대의 작품과 기록들이 예서 사용에 크게 의존했음을 시사하므로(기원전 300년경부터 발전), 당나라 이후에야 성숙했다고 주장한다. 그림 3과 4에 나타난 석각본이 그 예이다. 또한, 중국에서 가장 초기의 일화집인 유효표(463–521)가 주석을 단 세설신어는 왕희지가 쓴 서문의 실제 이름이 임하서(臨河序, "강가 모임의 서문")라고 주장했다. 세설신어에 기록된 임하서의 내용은 난정집서 필사본과 비교했을 때 중간 문단에서 167자가 줄고 끝 부분에서 40자가 추가되었다. 궈모뤄는 또한 서문에 나타난 감정이 귀족에게는 지나치게 비관적이어서 왕희지의 기질을 진정으로 반영한 것이 아니라고 주장했다. 그 결과, 1970년대 초반에는 난정집서 두루마리가 왕희지의 후손에 의해 위조된 작품이라는 결론에 거의 도달했다.

### 탁본의 역할
돌(또는 다른 단단한 표면에 새겨진 다른 그림)에 새겨진 비문을 표면을 문질러 먹과 종이 또는 기타 흡수성 재료를 조합하여 복제하는 과정은 중국에서 오랜 역사를 가지고 있으며, 난정집서를 포함한 문화 보존과 이해에 핵심적인 역할을 해왔다. 1980년대부터 다시 불붙은 난정집서 논쟁에서 왕희지의 난정집서를 지지하는 이들은 위 주장에 대해 그림 5와 6과 같은 탁본을 제시하며 행서체의 형성이 왕희지 이전에도 이미 완성되었다고 주장했다. 또한, 이 서문이 후대에 왕희지에게 귀속된 것이므로, 같은 작품을 지칭하는 여러 이름이 존재할 수 있다는 것은 놀라운 일이 아니다. 실제로 유효표의 주석 이전에는, 초대 편집자 유의경(403–444)이 편찬한 초기 세설신어 버전에서는 이미 왕희지의 서문을 난정집서라고 불렀다. 내용의 수정은 세설신어와 같은 역사적 주석서에 적용된 일반적인 관행으로 이해될 수도 있다. 왕희지의 사상에 관해서는, 서문이 창작될 당시 왕희지는 50대 초반이었고 전쟁의 혼란과 국가의 해체를 경험했다. 따라서 일부 학자들은 비관주의보다는 이 내용이 왕희지의 유교적, 불교적, 도교적 영향을 반영한 것으로 설명되어야 한다고 주장했다. 이러한 주장들은 결국 난정집서가 원래 왕희지에 의해 창작되었다는 더 광범위한 현대적 인식을 이끌어냈다.
|  |  |  |  |
|  |  |  |  |

## 참고 문헌
1. ↑  Li, Wendan (2009). 《Chinese Writing and Calligraphy》. Honolulu: University of Hawai'i Press. 145쪽. ISBN 978-0-8248-3364-0.
2. ↑  Long, Xianzhao (1983년 4월 15일). 《论王羲之和《兰亭》考辨诸问题》. 《纪念王羲之撰写兰亭集叙一千六百三十周年大会专辑》.
3. ↑  Lai, T.C. (1973). 《Chinese Calligraphy: Its Mystic Beauty》. Hong Kong: Swindon Book Company. 57쪽.
4. ↑  Sheh, Hsueh-Man (1972). 《王羲之兰亭叙图解》. Hong Kong: 香港中文大学校外进修部及雪曼艺文院.
5. 1 2  Liu, Hanping (1982). 《论《兰亭》书体》. Henan: 中州书画社. 2–19쪽.
6. ↑  Starr, Kenneth. Black Tigers: A Grammar of Chinese Rubbings. (2008). Seattle: University of Washington Press. ISBN 978-0-295-98811-5, ix and 191

## 더 읽어보기
- Willetts, William. Chinese Calligraphy: Its History and Aesthetic Motivation. Hong Kong: Oxford University, 1981.
- Nakata, Yujiro. "The Masterpieces of Wang Xizhi and Wang Xianzhi." In Chinese Calligraphy, edited by Yujiro Nakata. Translated by Jeffery Hunter, 116 - 118. New York, Tokyo and Kyoto: Weatherhill/Tankosha, 1983.
- China Heritage Quarterly. "Orchid Pavilion: An Anthology of Literary Representations." Last modified October 19, 2015. http://www.chinaheritagequarterly.org/scholarship.php?searchterm=017_orchidpavillion.inc&issue=017.  = Orchid Pavilion: An Anthology of Literary Representations =

## 같이 보기
- 왕희지
- 중국 서예
- 중국 고전시
- 육조 시대의 시
- 난정의 모임
- 곡수연

## 갤러리
난정집서와 관련된 사진 자료.

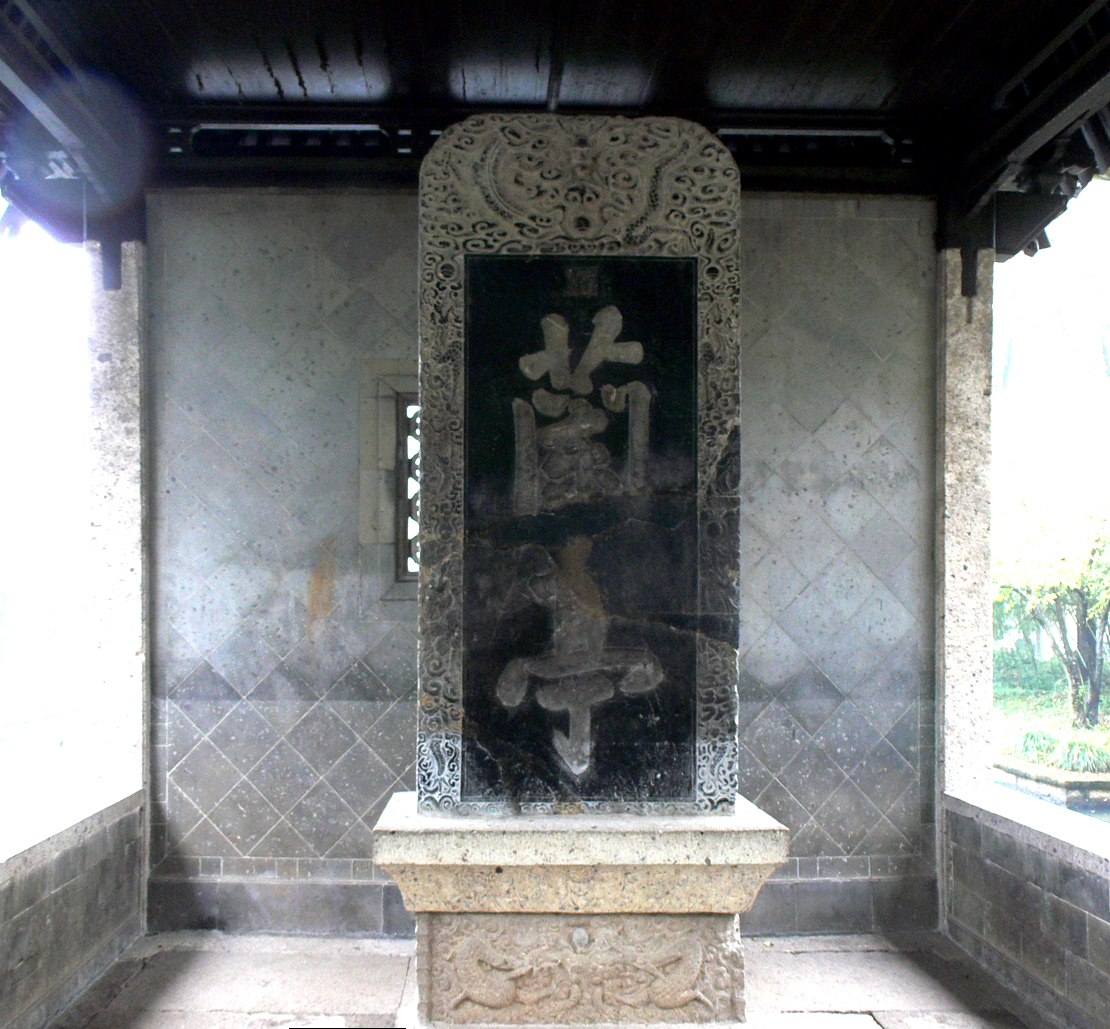
강희제, "난정비", 청나라, 석각.
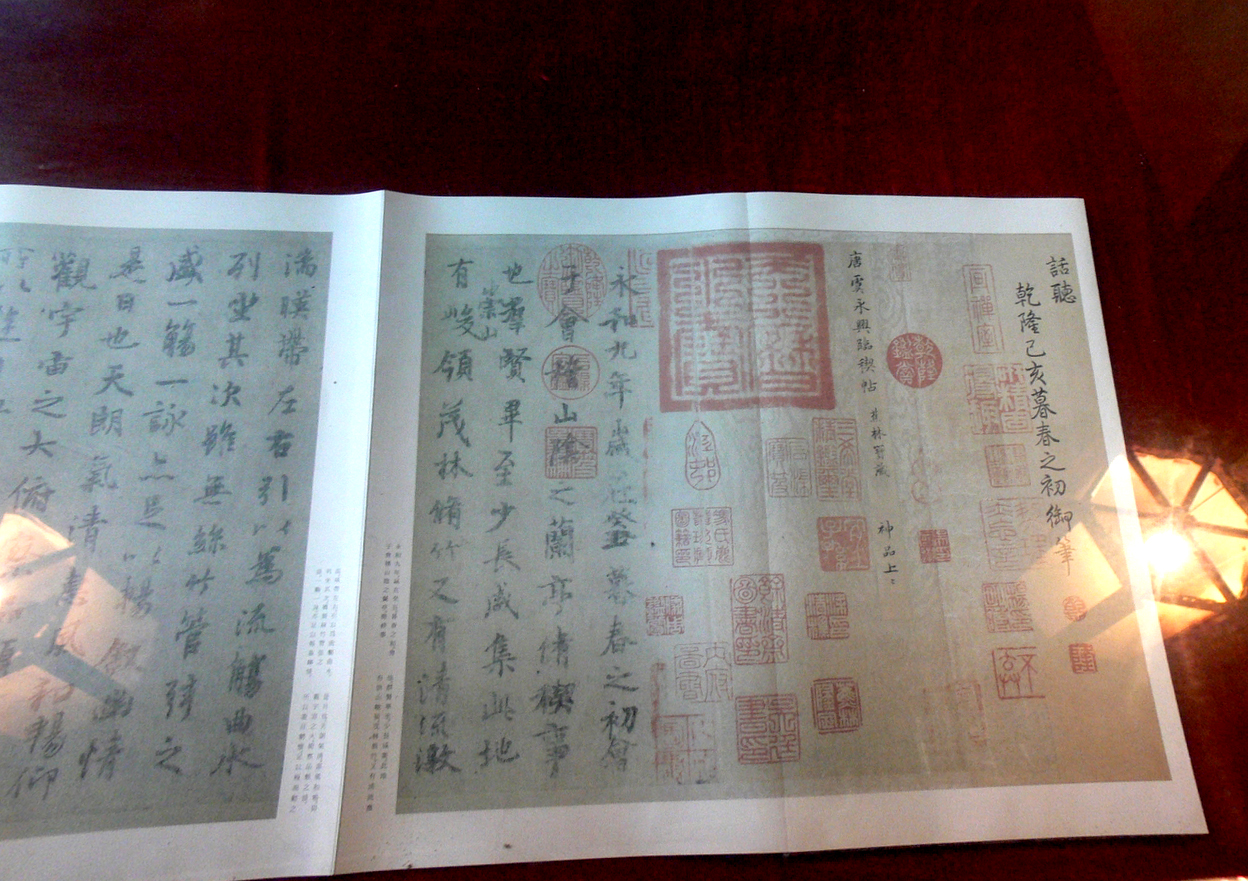
건륭제, "건륭제의 난정집서 친필", 청나라, 인쇄본.
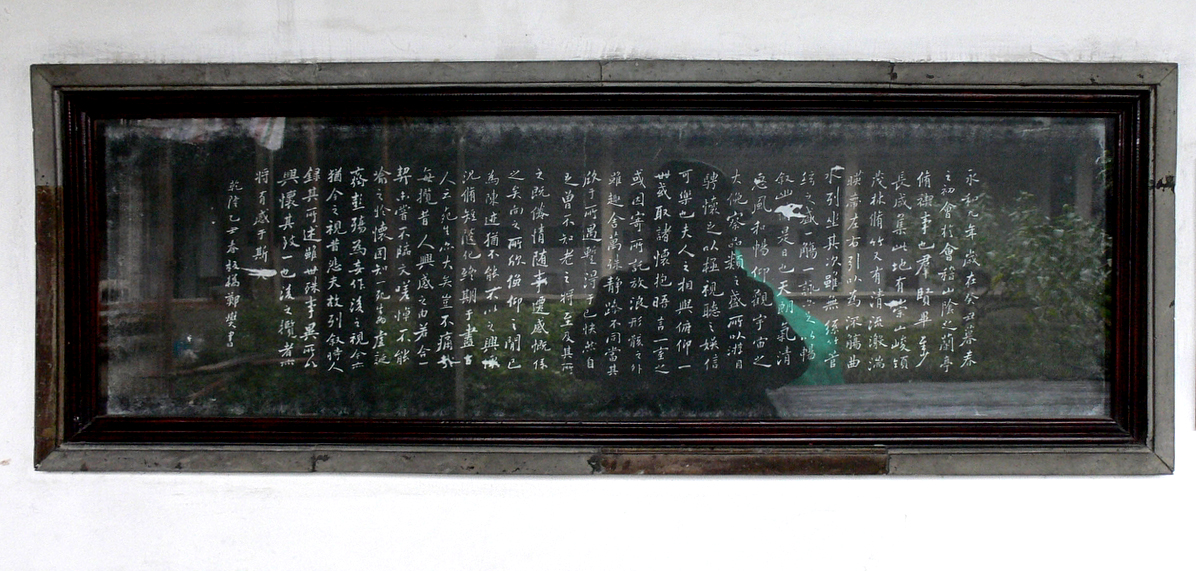
정반교, "서예 비석: 난정집서", 청나라, 석각.
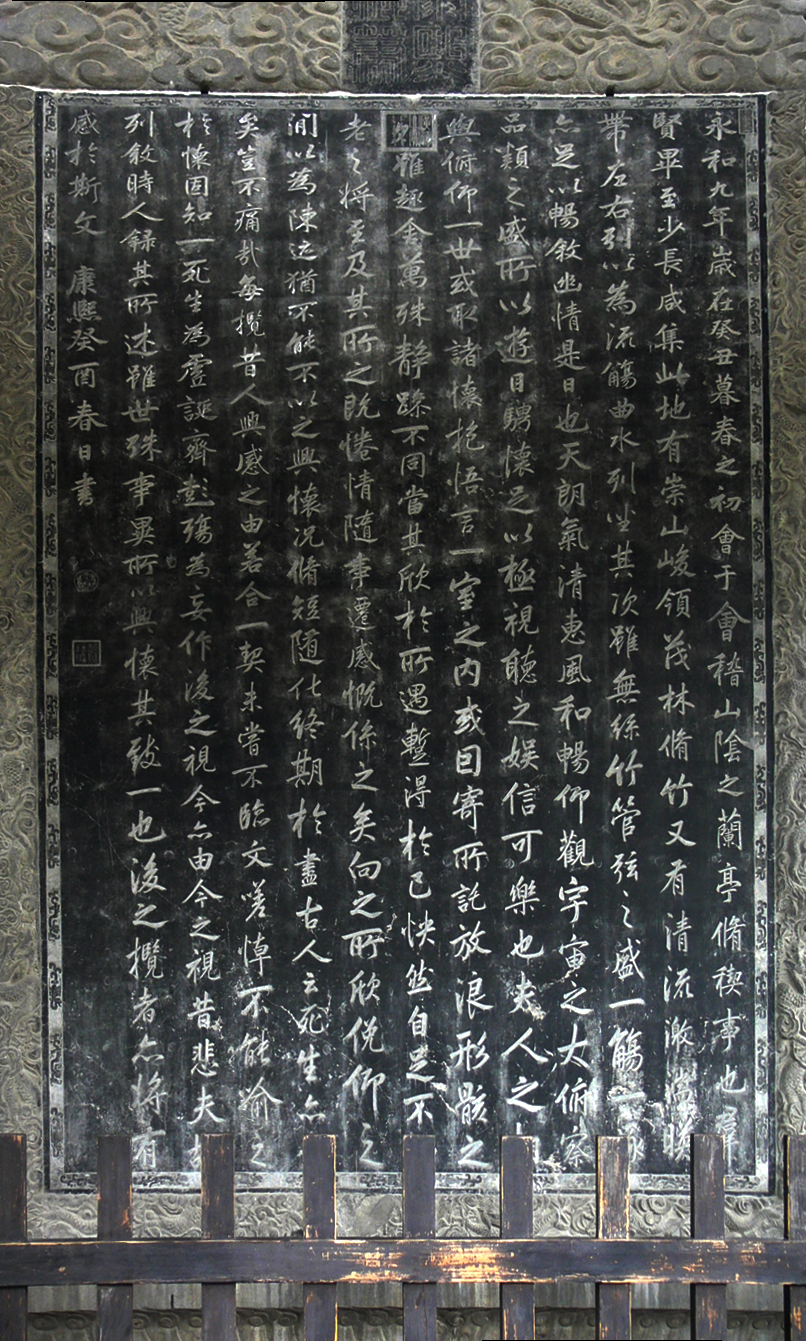
강희제, "난정집서 복사본", 청나라, 석각.
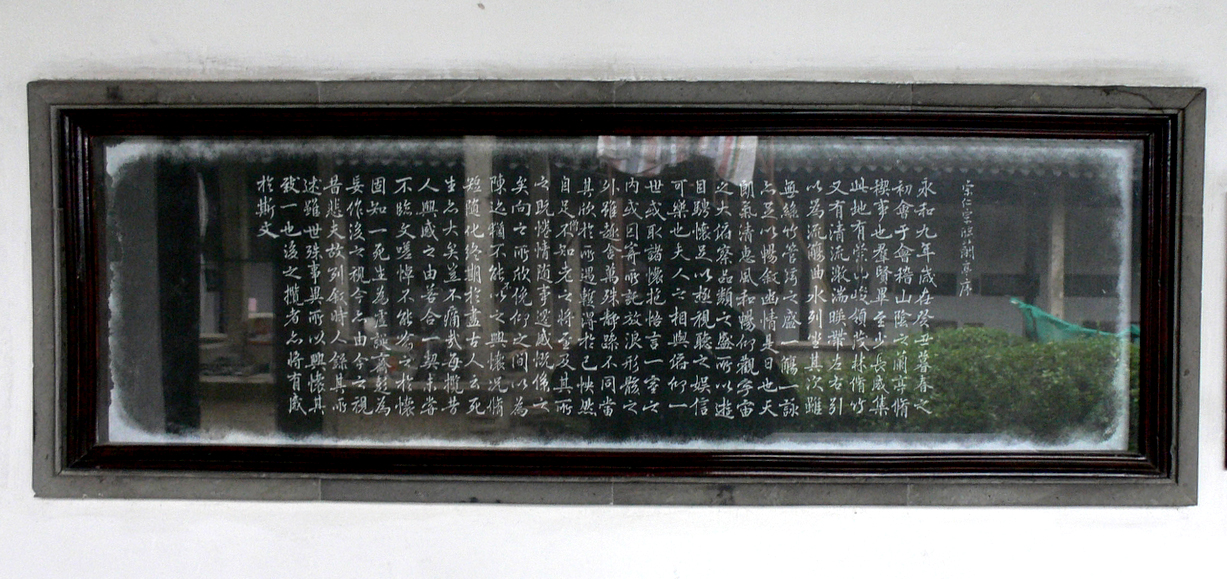
북송 인종, 난정집서 복사본, 송나라, 석각.
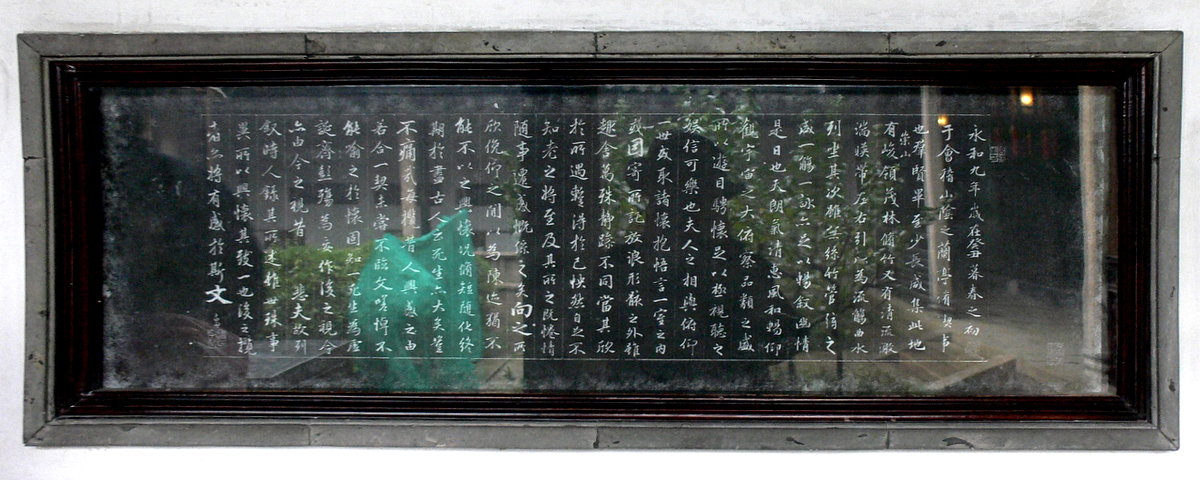
조맹부, "난정집서 복사본", 원나라, 석각.
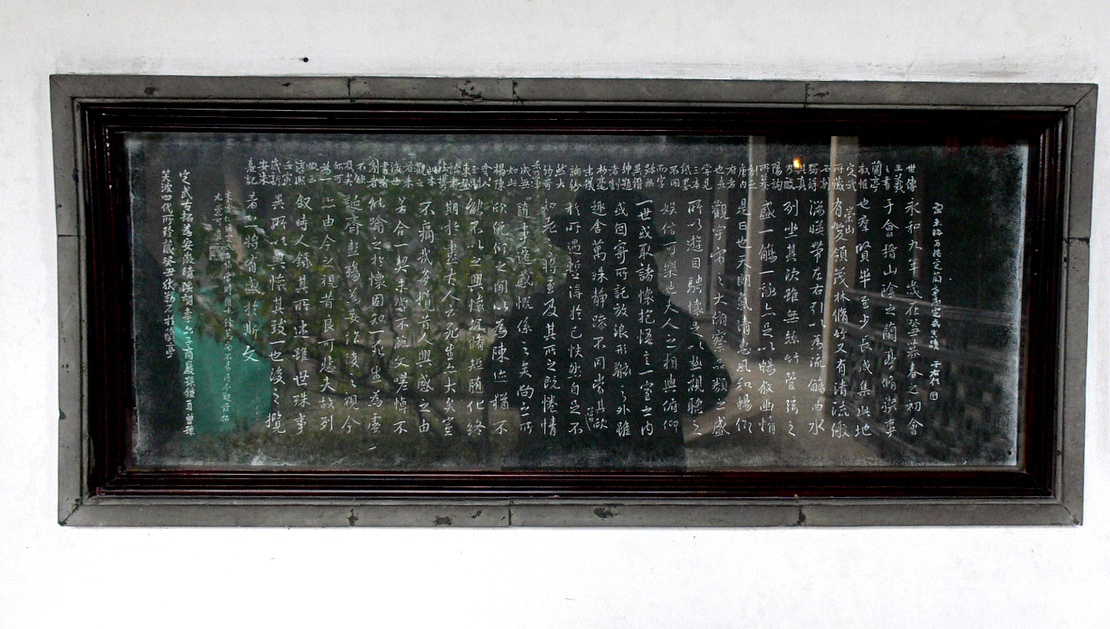
주희, "난정집서 복사본", 송나라, 석각.